# Alison Uttley
Alison Uttley (* 17. Dezember 1884 in Cromford; † 7. Mai 1976 in Derbyshire; vollständiger Name Alice Jane Taylor) war eine britische Schriftstellerin.

## Leben
Alison Uttley, kam am 17. Dezember 1884, als Alice Jane Taylor zur Welt. Sie wuchs in Cromford in der Grafschaft Derbyshire auf. Sie besuchte zunächst die Lea School in Holloway, später die Lady Manners School in Bakewell. Alison Uttley entwickelte eine Vorliebe für die Wissenschaft, die zu einem Stipendium an der University of Manchester führte. Sie studierte Physik und beendete ihr Studium, als bis dahin zweite Frau Englands, mit einem Hochschulabschluss. Anschließend ging sie nach Cambridge und studierte dort Lehramt für Physik. Ab 1908 lehrte sie an
der Fulham Secondary School für Mädchen.
Im Jahre 1911 lernte sie James Arthur Uttley kennen und heiratete ihn. Vier Jahre später kam Sohn John Corin Taylor zur Welt (1915–1978). Durch seine Teilnahme am Ersten Weltkrieg verschlechterte sich der Gesundheitszustand von James Arthur Uttley zusehends. Er starb 1930. Als alleinerziehende Mutter musste Alison Uttley einen Weg finden, sich und ihren Sohn finanziell über Wasser zu halten. Also begann sie mit dem Schreiben von Kinderbüchern.

## Leistungen
Ihr erstes Kinderbuch erschien 1929 unter dem Originaltitel: The Squirrel, the Hare and the Little Grey Rabbit – dies war der Anfang der sehr erfolgreichen Grey Rabbit-Serie. Alison Uttley verfasste insgesamt mehr als 100 Bücher, darunter auch die bekannte Geschichte A Traveller in Time. In dem Zeitreiseroman nimmt ein Stadtkind an dem Landleben ihrer Verwandten teil und bewegt sich aber auch mühelos in die Zeit ihrer Vorfahren, die im 16. Jahrhundert in demselben Farmhaus lebten. Zu dieser Zeit war Maria Stuart Gefangene auf dem ganz in der Nähe befindlichen Wingfield Manor. Obwohl das Mädchen das tatsächliche Schicksal Maria Stuarts kennt, bangt sie mit den Bewohnern des Hauses, die Maria Stuart zur Flucht verhelfen wollen.
Zu ihren bekanntesten Werken zählen jedoch die Geschichten um Mademoiselle Eichkatz, Meister Lampe und Graupfötchen (engl. original Titel: „The Squirrel, the Hare and the Little Grey Rabbit“).

## Auszeichnungen
Alison Uttley erhielt 1970 den akademischen Grad Honorary Doctor of Letters. Diesen verlieh ihr die Universität Manchester, aufgrund ihrer literarischen Leistungen.

## Werke
Folgende Kinderbücher hat Alison Uttley, unter anderem, veröffentlicht:
- The Squirrel, the Hare and the Little Grey Rabbit – 1929
- How Little Grey Rabbit Got Back Her Tail – 1930
- The Great Adventure of Hare – 1931
- The Story of Fuzzypeg the Hedgehog – 1932
- Squirrel Goes Skating – 1934
- Wise Owl's Story – 1935
- Little Grey Rabbit's Party – 1936
- The Knot Squirrel Tied – 1937
- Fuzzypeg Goes to School – 1938
- Little Grey Rabbit's Christmas – 1939
- My Little Grey Rabbit Painting Book – 1940
- Moldy Warp the Mole – 1940
- Hare Joins the Home Guard – 1942
- Little Grey Rabbit's Washing Day – 1942
- Water Rat's Picnic – 1943
- Little Grey Rabbit's Birthday – 1944
- The Speckledy Hen – 1945
- Little Grey Rabbit to the Rescue – 1945
- Country Things – 1946
- Little Grey Rabbit and the Weasels – 1947
- Grey Rabbit and the Wandering Hedgehog – 1948
- Little Grey Rabbit Makes Lace – 1950
- Toad's Castle – 1951
- Hare and the Easter Eggs – 1952
- Little Grey Rabbit's Valentine – 1953
- Little Grey Rabbit Goes to the Sea – 1954
- Hare and Guy Fawkes – 1956
- Little Grey Rabbit's Paint-Box – 1958
- Grey Rabbit Finds a Shoe – 1960
- Grey Rabbit and the Circus – 1961
- Three Little Grey Rabbit Plays – 1961
- Grey Rabbit's May Day – 1963
- Cuckoo in June – 1964
- Hare Goes Shopping – 1965
- Little Grey Rabbit's Pancake Day – 1967
- Little Grey Rabbit Goes to the North Pole – 1970
- Fuzzypeg's Brother – 1971
- Little Grey Rabbit's Spring Cleaning Party – 1972
- Little Grey Rabbit and the Snow-Baby – 1973
- Hare and the Rainbow – 1975